# 森川直
森川 直（もりかわ なおし、1945年1月4日 - 2016年6月20日）は、日本の教育哲学者、岡山大学名誉教授。

## 略歴
石川県生まれ。1972年広島大学大学院博士課程満期退学、1991年「ペスタロッチー教育思想の成立過程に関する研究 近代の思想史的視座からの考察」で教育学博士の学位を取得。
1974年上智大学講師、岡山大学教育学部助教授、教授、2008年定年退任、名誉教授、神戸親和女子大学教授、2014年退任。2016年6月20日、膵神経内分泌癌のため死去。

## 著書
- 『ペスタロッチー教育思想の研究』福村出版 1993
- 『近代教育学の成立』東信堂 2010

### 共編著
- 『教育原理』秋山和夫共編著 北大路書房 教育・保育双書 1994
- 『近代教育思想の展開』小笠原道雄監修 林忠幸共編 福村出版 2000
- 『教育的思考の作法 2　教育学概論』小笠原道雄,坂越正樹共編　福村出版 2008

### 翻訳
- 『ペスタロッチーのシュタンツだより クラフキーの解釈付き』ヴォルフガング・クラフキー 東信堂 1997